# 武盾一郎
武 盾一郎（たけ じゅんいちろう Take Junichiro 1968年- ）画家。東京生まれ。
アンダーグラウンドでの制作活動から出発し、2010年より『音楽〈線〉から成る絵画【線譜（せんふ Sen-hu）】』を描く。『抽象線譜〈音楽顕微鏡〉』『具象線譜〈絵本・仔猫のタム〉』、【線譜】による本の装丁画制作等、多岐に渡り制作活動。
2014年より、画家ポオ エ ヤヨとアートユニット〈ガブリエルガブリエラ〉を活動開始。『13月世の物語』を共同制作し、音楽展覧会や企画展覧会を主催し、定期的に継続作品発表を行う。
2019年より、ガブリエルガブリエラが主催する企画展覧会イベントを行う《ギャラリー13月世大使館》オープン。

## 来歴
1995年より新宿西口地下道段ボールハウスに絵を描き続け若手ストリートアーティストとして注目される。ホームレス避けとして東京都が設置した突起物に絵を描いたとの理由から逮捕、22日間勾留を受けたことを機に廃寮に揺れる東京大学駒場寮にて「世紀末とのコラボレーション展」開催、神戸の非公認避難所しんげんちのコンテナハウスに絵を描くなど無政府地帯（法的な保護の及ばない区域の意）に拠点を置きながら制作活動を展開。2005年には深瀬鋭一郎とともに再考と発展を目的とした「新宿区ダンボール絵画研究会」を立ち上げ、既存概念にとらわれない活動を行う。しんげんち、新宿西口地下道で制作した作品のうち現存するものの大部分は深瀬記念視覚芸術保存基金に収蔵されている。
その活動を経て、描いている絵画は音楽であることに気付く。
2010年、自らの作品『音楽（線）から成る絵画』を【線譜（せんふ Sen-hu）】と名付け、新たな絵画【線譜】による制作を始める。
『抽象線譜〈音楽顕微鏡〉』『具象線譜〈絵本・仔猫のタム〉』、【線譜】による本の装丁画制作等、多岐に渡り制作活動している。
作品ページ
2014年より、画家ポオ エ ヤヨとアートユニット〈ガブリエルガブリエラ〉を活動開始。『13月世の物語』を共同制作し、音楽展覧会や企画展覧会を主催し、定期的に継続作品発表を行う。
2019年より、ガブリエルガブリエラが主催する企画展覧会イベントを行う《ギャラリー13月世大使館》オープン。

## 主な受賞歴
- 東京ジャーナルベストアーティスト賞（1996年度）
- SKIPシティクリエイティブヒューマン大賞2002一般インタラクティブ部門優秀賞
- 「詩とファンタジー賞」2017イラストレーション部門 優秀賞

## 【線譜】装丁著作
- 稲葉剛

『鵺の鳴く夜を正しく恐れるために―野宿の人びととともに歩んだ20年』エディマン／新宿書房　2014年
- 星野智幸
- 『星野智幸コレクション 1 スクエア』人文書院  2016年
- 『星野智幸コレクション 2 サークル』人文書院  2016年
- 『星野智幸コレクション 3 リンク』人文書院  2016年
- 『星野智幸コレクション 4 フロウ』人文書院  2016年

## 関連書籍
- 「ストリートの思想 転換期としての1990年代」毛利嘉孝（NHK出版）
- 「野宿モノというライフスタイル 強く生きることの力になる!」ムック本（ワールドフォトプレス）
- 「段ボールハウスで見る夢 新宿ホームレス物語」中村智志　写真：裴昭（草想社）
- 「路上の夢　新宿ホームレス物語」中村智志　写真：裴昭 （講談社文庫）
- 「暴力と音　その政治的思考へ」平井玄（人文書院）
- 「実践カルチュラル・スタディーズ」上野俊哉、毛利嘉孝（ちくま新書）
- 「新宿ダンボール絵画研究」新宿区ダンボール絵画研究会編（スワンプパブリケーション）
- 「マルクスガール（全2巻）」山本夜羽（秋田書店）
  - マルクスガール - マンガ図書館Z（※18禁）（外部リンク）